# Потапов, Александр Матвеевич
Пота́пов Алекса́ндр Матве́евич (18 января 1913, станица Петропавловская, Лабинский отдел, Кубанская область — 18 мая 1988, Белореченск, Краснодарский край) — участник Великой Отечественной войны, полный кавалер Ордена Славы, разведчик-наблюдатель 101-го гвардейского Берлинского стрелкового полка, 35-й гвардейской Лозовской Краснознаменной орденов Суворова и Богдана Хмельницкого стрелковой дивизии, 4-й гвардейского стрелкового корпуса, 8-й гвардейской армии, 1-го Белорусского фронта, гвардии рядовой.

## Биография
Родился 18 января 1913 года в станице Петропавловская Лабинского отдела, Кубанской области (ныне Курганинский район Краснодарского края) в семье рабочего. Русский. В 1929 году окончил четыре класса в г. Белореченск Краснодарского края. Работал часовым мастером комбината бытового обслуживания. В Красной Армии с сентября 1941 года.
На фронте в Великую Отечественную войну с октября 1941. Разведчик-наблюдатель 101-го гвардейского стрелкового полка 35-й гвардейской стрелковой дивизиигвардии рядовой Потапов в боях на левобережье р. Висла близ населённого пункта Марьямполь (Польша) 09.08.1944 корректировал огонь своей минометной роты, был ранен, но продолжал выполнять полученную задачу. Благодаря его точным целеуказаниям было уничтожено около взвода гитлеровцев, подавлен огонь миномётной батареи, сожжено до 10 автомашин с боеприпасами. 17.10.44 награждён орденом Славы 3 степени.
Связист того же полка Потапов при прорыве обороны протианика 14—15.01.1945 под нас. пунктом Гловачув-Лежице (Польша) обеспечил бесперебойную связь командира миномётной роты с огневой позицией. При отражении контратаки у населённого пункта Гловачув 14.01.1945 из личного оружия сразил 9 вражеских солдат и 2 унтер-офицеров. 11.03.1945 награждён орденом Славы 2 степени.
Наводчик 82-мм миномета того же полка Потапов 24.04.1945 при форсировании канала Тельтов в Берлине (Германия) непрерывно поддерживал огнём стрелковые подразделения. Минометный расчет истребил до отделения солдат, подавил 5 пулеметных точек противника. 29—30.04.1945 в уличных боях Потапов разбил из миномета противотанковое орудие, подавил 7 пулеметных точек. 15.5.1946 награждён орденом Славы 1 степени.
В октябре 1945 года демобилизован. Проживал в г. Белореченск, с 1988 года — в г. Туапсе Краснодарского края. Работал часовым мастером. Старшина с 1965. Награждён орденами Отечественной войны 1 степени, Красной Звезды, медалями. Умер 18.5.1988. Похоронен в г. Белореченск.

## Награды
- Орден Славы 1-й степени (указ Президиума Верховного Совета СССР от 15.05.1946 года)
- Орден Славы 2-й степени (приказ командующего 8 гвардейской армии от 11.03.1945 года)
- Орден Славы 3-й степени (приказ командира 35 гвардейской стрелковой дивизии от 14.10.1944 года)
- орден Отечественной войны 1-й степени (указ Президиума Верховного Совета СССР от 11.03.1985 года)
- Орден Красной Звезды (приказ командира 35 гвардейской стрелковой дивизии)

## Память
- на могиле установлен надгробный памятник